# Sun Boardwalk Golf Challenge
De Sun Boardwalk Golf Challenge is een jaarlijks golftoernooi in Zuid-Afrika en maakt deel uit van de Sunshine Tour. Het toernooi werd in 2014 opgericht en wordt sindsdien gespeeld op de Humewood Golf Club in Port Elizabeth.
Het toernooi wordt gespeeld in een strokeplay-formule van drie ronden en na de tweede ronde wordt de cut toegepast.

## Winnaars
| Jaar | Naam        | Score | Score | Info                 |
| ---- | ----------- | ----- | ----- | -------------------- |
| 2014 | Titch Moore | 140   | –4    | 36-holes (regenweer) |

| Toernooirecord |  | po = winnaar na play-off |